# Yang Shuyu
Yang Shuyu (chiń. 杨舒予; ur. 6 marca 2002) – chińska koszykarka, reprezentantka kraju w koszykówce 3×3, brązowa medalistka olimpijska z Tokio 2020.

## Osiągnięcia
Z reprezentacją Chin w koszykówce 3×3 uzyskała następujące wyniki:
| Impreza | Rok | Miejsce | Pozycja |                      |      |       |         |
| ------- | --- | ------- | ------- | -------------------- | ---- | ----- | ------- |
| Impreza | Rok | Miejsce | Pozycja | Igrzyska olimpijskie | 2020 | Tokio | miejsce |